# ولاية ضنك
ولاية ضنك هي إحدى ولايات محافظة الظاهرة في سلطنة عمان، وتشتهر بواديها ويسمى وادي (ضنك) وسميت (ضنك)؛ لأن الجبال تحيط بها من كل جانب، وتعرف أيضا باسم (العوياء) فهي متعرجة بطول مجرى الوادي، تتكون من عدد من القرى مثل (الشكور ‘و العزيزي، والمعذا، والعلاية، والخبيب، وفدى، ودوت، وسفالة الوحاشا).

## الموقع والسكان
تقع ولاية ضنك في وسط منطقه الظاهرة، تجاورها من الجهة الغربية ولايتا البريمى وعبري ومن الجنوب ولايه عبري ومن الشرق ولاية ينقل وشمالا ولاية عبري..يسكنها 16 ألف و181 نسمة ينتشرون في 48 قرية تقريبًا، وهي من الولايات التاريخية القديمة حيث تعتبر مزارع فلج (البزيلى) الواقعة غرب الولاية وكذلك (حصن الإمام) في منطقة (الوسطى) من العلامات التي تشير إلى الاهتمام القديم بولاية (ضنك) فقد شق الإمام عزان بن قيس بترميم حصن (الإمام) بالوسطى وفي منطقة (سفالة الوحشي) أقام الإمام محمد الغافري المكنى بابن الرمثه (حصن العود) وحصن الحصين (في سفالة الشكور).
حسب تقديرات الكتاب الإحصائي السنوي (أكتوبر 2006م)، يبلغ عدد السكان بولاية ضنك 17464 ألف نسمة، 3038 منهم وافدين، بينما تبلغ مساحتها قرابة 2030 كم2. وتبعد ولاية ضنك بأكثر من (370 كم) إلى الغرب من محافظة مسقط. ويبلغ عدد القرى والبلدات التابعة لها (45 قرية وبلدة).

## المعالم السياحية والطبيعية
تعتبر مزارع فلج البزيلي الواقعة غرب الولاية وكذلك حصن الإمام في منطقة الوسطى من العلامات التي تشير إلى الاهتمام القديم بولاية ضنك فقد شق الإمام سيف بن سلطان اليعربي فلج البزيلي وزرع من حوله مساحات واسعة، كما قام الإمام عزان بن قيس بترميم حصن «الإمام» بالوسطى.
وفي منطقة سفالة الشكور يوجد حصن الحصين الذي يعود تاريخه إلى 2000 سنة قبل الميلاد وهو مؤرخ من قبل وزارة التراث والثقافة في عمان، وكذلك يوجد بسفالة الشكور حصن «بيت العود» وقد بُني للشيخ الفقيه عثمان بن علي الشكري الضنكي من قبل حكام عُمان آنذاك، ولا أعرف من بناه هل هم اليعاربه، أم الإيمام أحمد بن سعيد البوسعيدي، ولم يستقر فيه الشيخ عثمان حيث إنه توفي أثناء عودته من الرستاق إلى ضنك وقد توفي هذا الشيخ في بلدة التوام (البريمي) ثم حُمِل على ظهور الجمال إلى ضنك ودُفِن في مقبرة «صداغين» بسفالة الشكور من ضنك.
وفي منطقة سفالة الوحشي أقام ابن الرمثة «حصن العود» كما يوجد بالولاية عدد من الحصون الأخرى أهمها: الشرايع-الصبيخاء-المرقوع-العقر-دوت-الجفرة-بلت-الخلي-وحصن الفتح. وهناك ستة أبراج هي: الصفر-الطف-الغافة-الخلى-أبو كربة-وبرج القلعة. وهناك مجموعة من الأفلاج والعيون. فمن الأفلاج: السلد، السيماء، المحيدث، الطف، الصلالة، قميراء، الرحبة، بلت، الفتح، الجانبي، الخلي، وفلج خماط. وتوجد عينان للمياه هما: المسفية وبني ساعده، ويوجد بالولاية سوق السبيخا الذي كان يعتبر من أهم المراكز التجارية آنذاك لكن للاسف لم يعد بالإمكان معرفة السوق بالتفصيل وحتى القلاع والحصون الموجودة بالولاية منهارة جزئيًا والبعض منها مندثر تقريبًا وذلك بسبب عدم التفات وزارة التراث والثقافة بالسلطنة لهذه القلاع التي تحكي تاريخ عمان المجيد.

## وادي فدى
يعتبر وادي (فدى) من أهم الأماكن السياحية بالولاية ومن أهم الأودية السياحية بمنطقة الظاهرة عمومًا. فهو نهر جاري على الدوام وينبع هذا الوادي من بلدة فدى وبالتحديد من منطقه الخلى التي تعتبر بانحدارها الشديد مجمعا مائيا لأودية ينقل ومجزي وعنص وغيرها من الأودية والشعاب التي تنحدر مياهها من سفوح الجبال؛ مكونه بذلك مخزونا جوفيا تتدفق منه مياه هذا الوادي ويتميز الوادي بوجود الجبال الشاهقة التي تضم الكثير من الكهوف والمغارات والتكوينات الهندسية الرائعة تضفى على الكهوف والمغارات والتكونيات الهندسية الرائعة تضفى على الوادي لمسة جمالية آخاذه ومما يزيد من جمال الوادي تلك القلاع والحصون التي تقف على ضفاف الوادي وهي تحكي ماضي عمان التليد وتاريخها المجيد.
وتتجمع مياه الوادي لتشكل مايعرف بالغيل تحيط بها أشجار الخشت مكونة مايشبه البحيرات المائية الخضراء تجري بينها المياه الصافية والتي أجبرت الطيور أن تغرد فرحا بهذه الطبيعة الساحرة والروضة الغناء وتستغل مياه الوادي في رى المحاصيل الزراعية على امتداد المناطق التي يمر بها من خلال جداول صغيرة مستمدة من الوادي..ويضم الوادي على امتداد (24 كم) العديد من المناطق السياحية فالماء والخضرة والطقس الجميل جعلت من الوادي محل جذب للعديد من السواح، وأتخذ شعارا مميزا لولاية ضنك إضافة إلى كل من وادي الفتح ووادي قميرا وهناك مجموعه من الأفلاج والعيون فمن الأفلاج: السلد_السيماء_ المحيدث _الصلالة قميرا_الرحبة_بلت_الفتح الجانبي_ الخلى_ وفلج خماط.

## روابط خارجية
- وزارة الاعلام العمانية
- حصن الإمام